# (400111) 2006 TB129
(400111) 2006 TB129 es un asteroide perteneciente al cinturón de asteroides, descubierto el 3 de octubre de 2006 por el equipo del Mount Lemmon Survey desde el Observatorio del Monte Lemmon, Arizona, Estados Unidos.

## Designación y nombre
Designado provisionalmente como 2006 TB129.

## Características orbitales
2006 TB129 está situado a una distancia media del Sol de 2,598 ua, pudiendo alejarse hasta 3,012 ua y acercarse hasta 2,183 ua. Su excentricidad es 0,159 y la inclinación orbital 4,316 grados. Emplea 1529,87 días en completar una órbita alrededor del Sol.

## Características físicas
La magnitud absoluta de 2006 TB129 es 17,6.